# Abbaye de Fossanova
L'abbaye de Fossanova, dans la région du Latium (commune de Priverno), en Italie, est une ancienne abbaye bénédictine fondée au IXe siècle et devenue plus tard cistercienne. Elle est habitée aujourd’hui par un groupe de Franciscains conventuels.

## Origine
Fondée au IXe siècle par des moines bénédictins, l’abbaye devient cistercienne au XIIe siècle. Elle est la première communauté monastique cistercienne en Italie. Fossanova est une fondation d'Hautecombe. L'église abbatiale que l’on visite aujourd’hui, simple, solide et austère comme le sont les églises cisterciennes de l’époque fut construite de 1187 à 1206, en style que l’on appela plus tard « gothique-cistercien ».

## La mort de saint Thomas
L’abbaye de Fossanova est passée dans l’histoire comme étant le lieu où mourut saint Thomas d’Aquin, le 7 mars 1274. Bien que malade, le saint dominicain quitta son couvent de Naples pour se rendre à Lyon, en France, où le pape Grégoire X avait convoqué un important concile. Son état empirant, saint Thomas interrompit quelques jours son voyage chez des parents, dans la région d’Aquino. Sentant la mort approcher, il demanda qu’on le conduise dans un couvent car il désirait mourir dans une maison religieuse. La plus proche étant l’abbaye de Fossanova, son père abbé le reçut chaleureusement et lui céda même sa propre chambre. Saint Thomas y mourut le 7 mars 1274 à l’âge (approximatif) de 50 ans. Un siècle plus tard, son corps fut translaté au couvent des dominicains de Toulouse, en France, où il repose encore.

## Trésors architecturaux
Bien conservés sont également le cloître avec un beau lavabo du XIIIe siècle, la salle capitulaire et le réfectoire des moines. Dans l’ancienne hôtellerie, la chambre où mourut saint Thomas a été transformée en chapelle. Un bas-relief représente le Docteur angélique, malade mais dictant encore son commentaire du Cantique des Cantiques. Selon la tradition c’est le livre de la Bible sur lequel il travaillait au moment de sa mort.

## Aujourd’hui

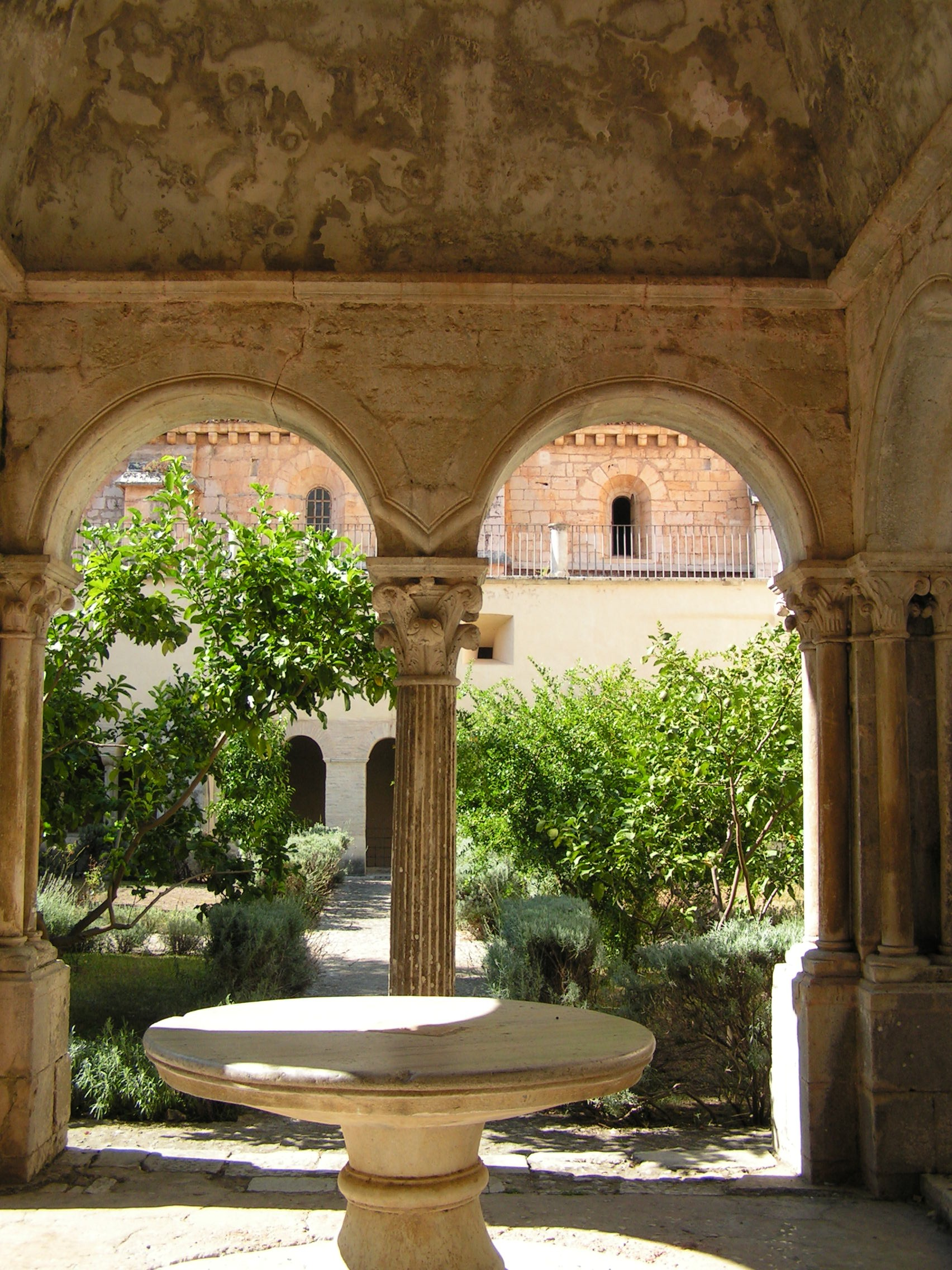
Le lavabo du cloître.

Après avoir été occupée durant près d’un siècle (XIXe siècle) par des Chartreux, l’abbaye fut confiée en 1932 aux Franciscains conventuels qui exécutent du travail pastoral dans les environs. L’église abbatiale est devenue église paroissiale.